# Vóc dáng phụ nữ

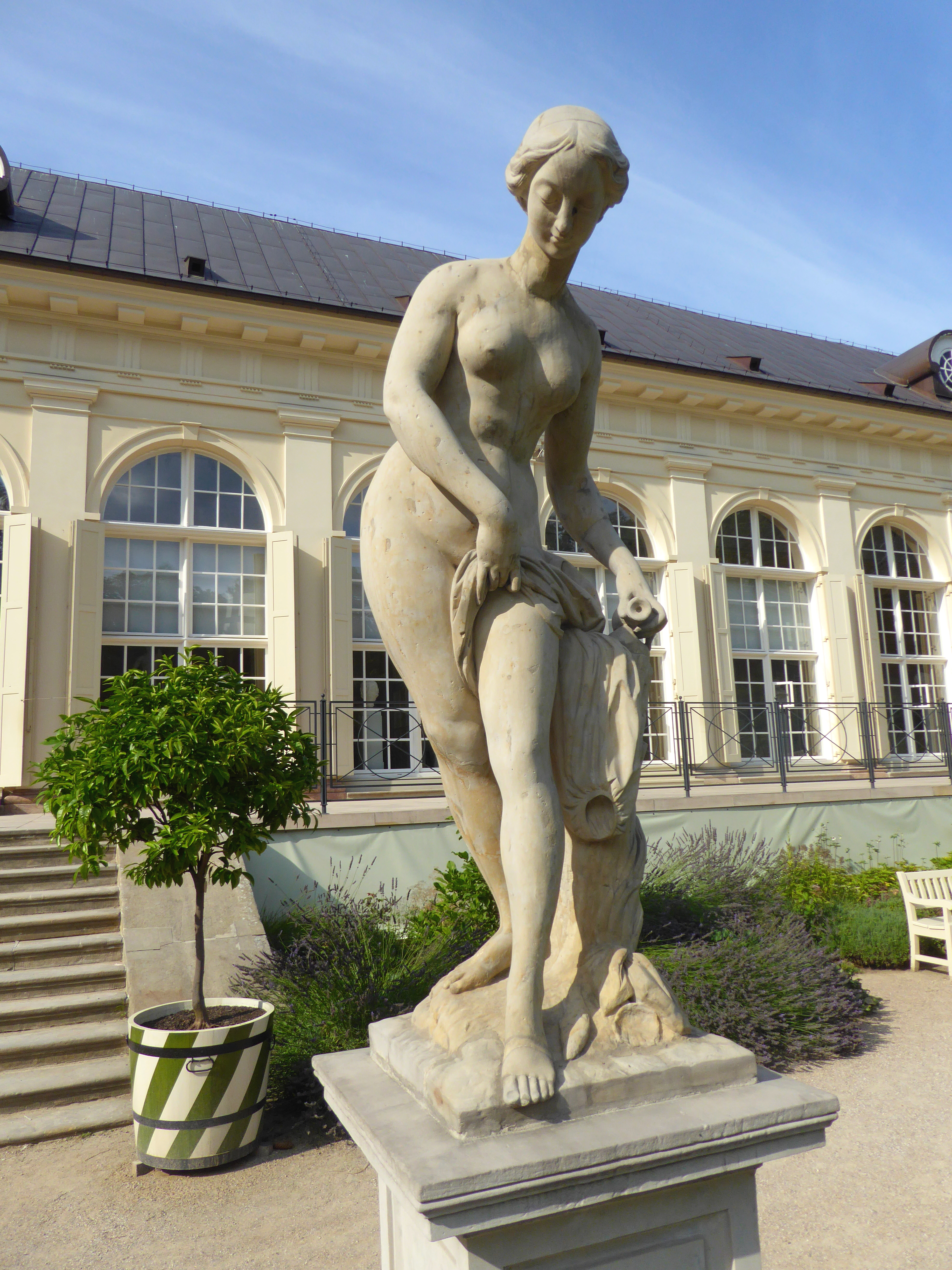
Bức tượng về sắc vóc phụ nữ ở công viên Łazienki

Vóc dáng phụ nữ (Female body shape) hay còn gọi là Sắc vóc là thể vóc hình dáng tổng thể của cấu trúc xương của người phụ nữ cùng với sự phân bổ cơ và tỷ lệ mỡ trên cơ thể. Hình dáng phụ nữ thường bó hơn ở phần eo so với ở phần ngực và hông. Vòng ngực, vòng eo và vòng hông được gọi là điểm uốn và tỷ lệ chu vi của chúng được sử dụng để xác định vóc dáng thân thể cơ bản. Phản ánh nhiều niềm tin cá nhân về điều gì là tốt nhất cho sức khỏe và điều gì được ưa thích gu thẩm mỹ, cũng như những bất đồng về vị thế xã hội và mục đích, vai trò của phụ nữ trong xã hội, nên không có cái gọi là vóc dáng lý tưởng nào được thừa nhận rộng rãi. Tuy nhiên, các lý tưởng văn hóa đã phát triển và tiếp tục gây ảnh hưởng đến cách người phụ nữ liên quan đến cơ thể của chính mình cũng như cách những người khác trong xã hội có thể nhìn nhận và đối xử với người phụ nữ ấy.

## Cơ chế
Estrogen là loại hormone sinh dục nữ chính, có tác động đáng kể đến vóc dáng phụ nữ. Estrogen được sản sinh ở cả đàn ông và phụ nữ, nhưng mức độ của chúng cao hơn đáng kể ở phụ nữ, đặc biệt là ở những người trong độ tuổi sinh sản. Bên cạnh các chức năng khác, estrogen còn thúc đẩy sự phát triển của đặc điểm sinh dục phụ nữ, chẳng hạn như ngực và hông nảy nở. Nhờ có nội tiết tố Estrogen, trong độ tuổi dậy thì, các cô gái phát triển ngực nảy nở và hông nở ra. Hoạt động chống lại estrogen, sự hiện diện của testosterone ở phụ nữ tuổi dậy thì sẽ ức chế sự phát triển của vú và thúc đẩy sự phát triển của cơ và lông mặt. Estrogen khiến lượng chất béo được lưu giữ và tích trữ trong cơ thể phụ nữ cao hơn cơ thể nam giới tạo ra thân thể căn mịn nuột nà. Chúng cũng ảnh hưởng đến việc phân phối mỡ trong cơ thể khiến mỡ tích tụ ở mông, đùi, hông của phụ nữ. Khi phụ nữ đến thời kỳ mãn kinh và lượng estrogen do buồng trứng sản xuất suy giảm, mỡ sẽ di chuyển từ mông, hông và đùi đến vòng eo của họ sau này mỡ được tích trữ ở bụng khiến họ trông phệ sề. Tỷ lệ mỡ cơ thể khuyến nghị cao hơn đối với phụ nữ, vì chất béo này có thể đóng vai trò dự trữ năng lượng cho thai kỳ. Nam giới có ít mỡ dưới da trên khuôn mặt do ảnh hưởng của testosterone.